# Friedrich Traun
Pour les articles homonymes, voir Traun.
Friedrich Traun, né le 29 mars 1876 à Hambourg, dans le quartier de Wandsbek, et décédé le 11 juillet 1908 à Hambourg, est un sportif allemand. Il a été champion olympique de tennis en double messieurs lors des Jeux olympiques d'été de 1896 à Athènes pour l'équipe mixte. 
Initialement connu en athlétisme avant les Jeux, il est éliminé lors des séries du 100 m et du 800 m.
Il se tourne alors vers le tennis. Battu dès le premier tour par le Britannique John Pius Boland, il lui est associé dans le tournoi de double. Ils gagnent ensemble le titre olympique de la spécialité en battant en finale Dimítrios Petrokókkinos et Dionýsios Kásdaglis.
Après les Jeux, il continuera à la fois en athlétisme et en tennis, avant de développer la tuberculose à l'hiver 1902.

## Palmarès
| Date | Compétition           | Lieu    | Résultat                | Épreuve                    | Performance                  |
| ---- | --------------------- | ------- | ----------------------- | -------------------------- | ---------------------------- |
| 1896 | Jeux olympiques d'été | Athènes | Éliminé en série        | 100 m                      | 13 s 5                       |
| 1896 | Jeux olympiques d'été | Athènes | Non-partant             | 400 m                      | DNS                          |
| 1896 | Jeux olympiques d'été | Athènes | Éliminé en série        | 800 m                      | 2 m 13 s 4                   |
| 1896 | Jeux olympiques d'été | Athènes | Non-partant             | 110 m haies                | DNS                          |
| 1896 | Jeux olympiques d'été | Athènes | Non-partant             | Saut en longueur           | DNS                          |
| 1896 | Jeux olympiques d'été | Athènes | Non-partant             | Triple saut                | DNS                          |
| 1896 | Jeux olympiques d'été | Athènes | Non-partant             | Saut en hauteur            | DNS                          |
| 1896 | Jeux olympiques d'été | Athènes | Non-partant             | Saut à la perche           | DNS                          |
| 1896 | Jeux olympiques d'été | Athènes | Éliminé au premier tour | Simple messieurs de tennis | Éliminé par John Pius Boland |
| 1896 | Jeux olympiques d'été | Athènes | Vainqueur               | Double messieurs de tennis | Avec John Pius Boland        |

| Épreuve | Performance    | Lieu | Date |
| ------- | -------------- | ---- | ---- |
| 800 m   | 2 m 01 s (1 y) |      | 1895 |